# Derivada
No cálculo, a derivada em um ponto de uma função {\displaystyle y=f(x)} representa a taxa de variação instantânea de {\displaystyle y} em relação a {\displaystyle x} neste ponto. Um exemplo típico é a função velocidade que representa a taxa de variação (derivada) da função espaço. Do mesmo modo, a função aceleração é a derivada da função velocidade. Geometricamente, a derivada no ponto {\displaystyle x=a} de {\displaystyle y=f(x)} representa a inclinação da reta tangente ao gráfico desta função no ponto {\displaystyle (a,~f(a))}. A função que a cada ponto {\displaystyle x} associa a derivada neste ponto de {\displaystyle f(x)} é chamada de função derivada de f(x).

Em cada ponto, a derivada de é a tangente do ângulo que a reta tangente à curva faz em relação ao eixo das abscissas. A reta é sempre tangente à curva azul; a tangente do ângulo que ela faz com o eixo das abscissas é a derivada. Note-se que a derivada é positiva quando verde, negativa quando vermelha, e zero quando preta.

## Notação
Duas distintas notações são comumente utilizadas para a derivada, o resultante de Leibniz e o outro a partir de Joseph Louis Lagrange. 
Na notação de Leibniz, uma mudança infinitesimal em x é denotada por dx, e a derivada de y em relação a x é escrito {\displaystyle {\frac {\mathrm {d} y}{\mathrm {d} x}}\,\!}.
sugerindo que a razão de duas quantidades infinitesimais (A expressão acima é lido como "a derivada de y em relação a x", "dy por dx", ou "dy sobre dx". A forma oral dydx é usado frequentemente em tom de conversa, embora possa levar à confusão).
Na notação de Lagrange, a derivada em relação a x de uma função F(x) é denotada f'(x) ou fx'(x), em caso de ambiguidade da variável implicada pela derivação. A notação de Lagrange é por vezes incorretamente atribuída a Newton. 

## Definição

Uma animação que dá uma ideia intuitiva da derivada, à medida que o "balanço" de uma função muda quando o argumento muda.

Seja {\displaystyle I} um intervalo aberto não-vazio e seja {\displaystyle f:I\to \mathbb {R} }, {\displaystyle y=f(x)}, uma função de {\displaystyle I} em {\displaystyle \mathbb {R} }. Diz-se que função {\displaystyle f(x)} é derivável no ponto {\displaystyle a\in I} se existir o seguinte limite:
{\displaystyle f'(a)=\lim _{x\rightarrow a}{\frac {f(x)-f(a)}{x-a}}}.
Se for esse o caso, o número real {\displaystyle f'(a)} é chamado de derivada da função {\displaystyle f} no ponto {\displaystyle a}. Notações equivalentes são:
{\displaystyle f'(a)={\frac {\mathrm {d} f}{\mathrm {d} x}}(a)=\left.{\frac {\mathrm {d} f}{\mathrm {d} x}}\right|_{x=a}}.
Equivalentemente, escrevemos:
{\displaystyle f'(a)=\lim _{h\to 0}{\frac {f(a+h)-f(a)}{h}}}
o que é obtido fazendo {\displaystyle h=x-a} no limite acima. Desta forma, define-se a função derivada de {\displaystyle f(x)} por:
{\displaystyle f'(x)=\lim _{h\to 0}{\frac {f(x+h)-f(x)}{h}}}
para todo {\displaystyle x} para o qual este limite existe.
Uma função é dita derivável (ou diferenciável) quando sua derivada existe em cada ponto do seu domínio.
| Segundo esta definição, a derivada de uma função de uma variável é definida como um processo de limite. Considera-se a inclinação da secante, quando os dois pontos de intersecção com o gráfico de f convergem para um mesmo ponto. No limite, a inclinação da secante é igual à da tangente. |

Seja f uma função real definida em uma vizinhança aberta de um número real a.  
Na geometria clássica, a linha tangente ao gráfico da função f em a foi a única linha que passou pelo ponto (a, f(a)) que não encontrou o gráfico de f transversalmente, significando que a linha não passou diretamente pelo gráfico.
O declive da secante ao gráfico de f, na imagem acima, que passa pelos pontos (x,f(x)) e (x + h,f(x + h)) é dado pelo quociente de Newton:
{\displaystyle {\frac {f(x+h)-f(x)}{h}}}.
Uma definição alternativa é: a função f é derivável em a se existir uma função φa de I em R contínua em a tal que
{\displaystyle (\forall x\in I):f(x)=f(a)+\varphi _{a}(x)\cdot (x-a)}.
Então define-se a derivada de f em a como sendo φa(a).
Funções com valores em R{\displaystyle ^{n}}
Se {\displaystyle I} for um intervalo de {\displaystyle \mathbb {R} } com mais do que um ponto e se {\displaystyle f} for uma função de {\displaystyle I} em {\displaystyle \mathbb {R} ^{n}}, para algum número natural {\displaystyle n}, as definições anteriores continuam a fazer sentido. Assim, por exemplo a função
{\displaystyle {\begin{array}{rccc}f\colon &\mathbb {R} &\longrightarrow &\mathbb {R} ^{2}\\&x&\mapsto &(\cos(x),\operatorname {sen} (x))\end{array}}}        (ou seja: uma função que a cada x do domínio em {\displaystyle \mathbb {R} } responde com uma coordenada no contradomínio em {\displaystyle \mathbb {R} ^{n}}. Esta coordenada é {\displaystyle (\cos(x),\operatorname {sen} (x))}.
é derivável e
{\displaystyle (\forall x\in \mathbb {R} ):f'(x)=(-\operatorname {sen} (x),\cos(x)).}

O gráfico de uma função, desenhadas em preto, e uma linha tangente a essa função, elaborado em vermelho. A inclinação da linha tangente é igual a derivada da função no ponto marcado.

De fato, as propriedades acima descritas para o caso real continuam válidas, exceto, naturalmente, as que dizem respeito à monotonia de funções.

## Diferenciabilidade

### Derivabilidade em um ponto
- Seja {\displaystyle I} um intervalo de R com mais do que um ponto, seja {\displaystyle a} ∈ {\displaystyle I} e seja {\displaystyle f} uma função de {\displaystyle I} em R derivável em {\displaystyle a}. Então {\displaystyle f} é contínua em {\displaystyle a}. O recíproco não é verdadeiro, como se pode ver pela função módulo.
- Seja {\displaystyle I} um intervalo de R com mais do que um ponto, seja {\displaystyle a} ∈ {\displaystyle I} e sejam {\displaystyle f} e {\displaystyle g} funções de {\displaystyle I} em R deriváveis em {\displaystyle a}. Então as funções {\displaystyle f} ± {\displaystyle g}, {\displaystyle f.g} e (caso {\displaystyle g(a)} ≠ {\displaystyle 0}) {\displaystyle f/g} também são deriváveis em {\displaystyle a} e:
  - {\displaystyle (f\pm g)'(a)=f'(a)\pm g'(a)}
  - {\displaystyle (f.g)'(a)=f'(a)g(a)+f(a)g'(a)}
  - {\displaystyle (f/g)'(a)={\frac {f'(a)g(a)-f(a)g'(a)}{g(a)^{2}}}}

Em particular, se {\displaystyle c} ∈ R, então {\displaystyle (c.f)'=c.f'}. Resulta daqui e de se ter {\displaystyle (f+g)'=f'+g'} que a derivação é uma aplicação linear.
- Sejam {\displaystyle I} e {\displaystyle J} intervalos de R com mais do que um ponto, seja {\displaystyle a} ∈ {\displaystyle I}, seja {\displaystyle f} uma função de {\displaystyle I} em {\displaystyle J} derivável em {\displaystyle a} e seja seja {\displaystyle g} uma função de {\displaystyle J} em R derivável em {\displaystyle f(a)}. Então {\displaystyle g} o {\displaystyle f} é derivável em {\displaystyle a} e

{\displaystyle (g\circ f)'(a)=g'(f(a)).f'(a)}.
Esta propriedade é conhecida por regra da cadeia.
- Seja {\displaystyle I} um intervalo de R com mais do que um ponto, seja {\displaystyle a} ∈ {\displaystyle I} e seja {\displaystyle f} uma função contínua de {\displaystyle I} em R derivável em {\displaystyle a} com derivada não nula. Então a função inversa {\displaystyle f^{-1}} é derivável em {\displaystyle f(a)} e

{\displaystyle (f^{-1})'(f(a))={\frac {1}{f'(a)}}\cdot }
Outra maneira de formular este resultado é: se {\displaystyle a} está na imagem de {\displaystyle f} e se {\displaystyle f} for derivável em {\displaystyle f^{-1}(a)} com derivada não nula, então
{\displaystyle (f^{-1})'(a)={\frac {1}{f'{\bigl (}f^{-1}(a){\bigr )}}}\cdot }
Assim, por exemplo, se considerarmos a função f de R em R definida por f(x) = x² + x − 1, esta é diferenciável em 0. Podem ver-se na imagem abaixo os gráficos das restrições daquela função aos intervalos [−1,1] e [−1/10,1/10] e é claro que, enquanto que o primeiro é bastante curvo (e, portanto, f(x) − f(0) está aí longe de ser linear), o segundo é praticamente indistinguível de um segmento de reta (de declive 1). De facto, quanto mais se for ampliando o gráfico próximo de (0,f(0)) mais perto estará este de ser linear.

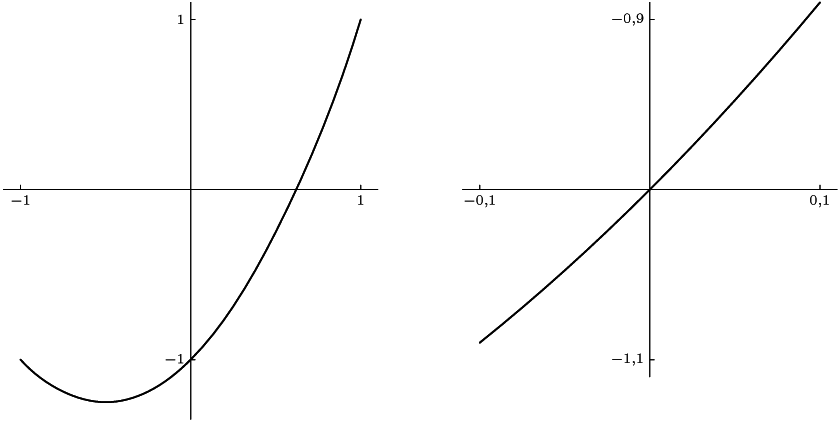
Gráfico de uma função derivável.

Em contrapartida, a função módulo de R em R não é derivável em 0, pois, por mais que se amplie o gráfico perto de (0,0), este tem sempre o aspecto da figura abaixo.

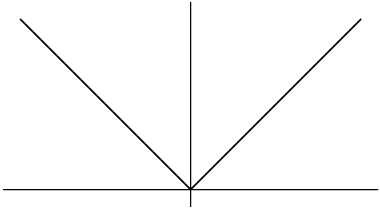
Gráfico da função modular, que não é derivável em.

### Derivabilidade em todo o domínio
Diz-se que f é derivável ou diferenciável se o for em todos os pontos do domínio.

Uma função diferenciável

- Uma função derivável {\displaystyle f} de {\displaystyle I} em R é constante se e só se a derivada for igual a {\displaystyle 0} em todos os pontos. Isto é uma consequência do teorema da média.
- Uma função derivável {\displaystyle f} de {\displaystyle I} em R é crescente se e só se a derivada for maior ou igual a {\displaystyle 0} em todos os pontos. Isto também é uma consequência do teorema da média.

Uma função cuja derivada seja sempre maior que {\displaystyle 0} é estritamente crescente. Uma observação importante é que existem funções estritamente crescentes em que a derivada assume o valor {\displaystyle 0} em alguns pontos. É o que acontece, por exemplo com a função de R em R definida por {\displaystyle f(x)=x^{3}}. Naturalmente, existem enunciados análogos para funções decrescentes.
- Se {\displaystyle f} for uma função derivável de {\displaystyle I} em R, sendo {\displaystyle I} um intervalo de R com mais do que um ponto, então {\displaystyle f'(I)} também é um intervalo de R. Outra maneira de formular este resultado é: se {\displaystyle f} for uma função derivável de {\displaystyle [a,b]} em R e se {\displaystyle y} for um número real situado entre {\displaystyle f'(a)} e {\displaystyle f'(b)} (isto é, {\displaystyle f'(a)} ≤ {\displaystyle y} ≤ {\displaystyle f'(b)} ou {\displaystyle f'(a)} ≥ {\displaystyle y} ≥ {\displaystyle f'(b)}), então existe algum {\displaystyle c} ∈ {\displaystyle [a,b]} tal que {\displaystyle f'(c)=y}. Este resultado é conhecido por teorema de Darboux.

### Funções continuamente deriváveis
Seja {\displaystyle I} um intervalo de R com mais do que um ponto e seja {\displaystyle f} uma função de {\displaystyle I} em R. Diz-se que {\displaystyle f} é continuamente derivável ou de classe {\displaystyle C^{1}} se {\displaystyle f} for derivável e, além disso, a sua derivada for contínua. Todas as funções deriváveis que foram vistas acima são continuamente deriváveis. Um exemplo de uma função derivável que não é continuamente derivável é
{\displaystyle {\begin{array}{rccc}f\colon &\mathbb {R} &\longrightarrow &\mathbb {R} \\&x&\mapsto &{\begin{cases}x^{2}\mathop {\mathrm {sen} } ({\frac {1}{x}})&{\text{ se }}x\neq 0\\0&{\text{ se }}x=0{\text{,}}\end{cases}}\end{array}}}
pois o limite {\displaystyle \lim _{x\rightarrow 0}f'(x)} não existe; em particular, f'  não é contínua em {\displaystyle 0}.

### Derivadas de ordem superior
Quando obtemos a derivada de uma função o resultado é também uma função de x e como tal também pode ser diferenciada. Calculando-se a derivada novamente obtemos então a segunda derivada da função f. De forma semelhante, a derivada da segunda derivada é chamada de terceira derivada e assim por diante. Podemos nos referir às derivadas subsequentes de f por:
{\displaystyle {\frac {\mathrm {d} f}{\mathrm {d} x}},\quad {\frac {\mathrm {d} }{\mathrm {d} x}}\left({\frac {\mathrm {d} f}{\mathrm {d} x}}\right),\quad {\frac {\mathrm {d} }{\mathrm {d} x}}\left({\frac {\mathrm {d} }{\mathrm {d} x}}\left({\frac {\mathrm {d} f}{\mathrm {d} x}}\right)\right)}
e assim sucessivamente. No entanto, a notação mais empregada é:
{\displaystyle {\frac {\mathrm {d} f}{\mathrm {d} x}},\quad {\frac {\mathrm {d} ^{2}f}{\mathrm {d} x^{2}}},\quad {\frac {\mathrm {d} ^{3}f}{\mathrm {d} x^{3}}}}
ou alternativamente,
{\displaystyle f'(x),\quad f''(x),\quad f'''(x)}
ou ainda
{\displaystyle f^{(1)}(x),\quad f^{(2)}(x),\quad f^{(3)}(x)}
Se, para algum k ∈ N, f for k vezes derivável e, além disso, f(k) for uma função contínua, diz-se que f é de classe Ck.
Se a função f tiver derivadas de todas as ordens, diz-se que f é infinitamente derivável ou indefinidamente derivável ou ainda de classe C∞.

### Exemplos
Se {\displaystyle c} ∈ R, a função {\displaystyle f} de R em R definida por {\displaystyle f(x)=c} é derivável em todos os pontos de R e a sua derivada é igual a {\displaystyle 0} em todos os pontos, pois, para cada {\displaystyle a} ∈ R:
{\displaystyle \lim _{x\rightarrow a}{\frac {c-c}{x-a}}=0}.
Usando a definição alternativa, basta ver que se se definir {\displaystyle \phi _{a}} de R em R por {\displaystyle \phi _{a}(x)=0}, então {\displaystyle \phi _{a}} é contínua e, para cada {\displaystyle x} e cada {\displaystyle a} reais, tem-se
{\displaystyle c=c+0.(x-a)=c+\varphi _{a}(x).(x-a)};
além disso, {\displaystyle f'(a)=\phi _{a}(a)=0}.
A função {\displaystyle f} de R em R definida por {\displaystyle f(x)=x} é derivável em todos os pontos de R e a sua derivada é igual a {\displaystyle 1} em todos os pontos, pois, para cada {\displaystyle a} ∈ R:
{\displaystyle \lim _{x\rightarrow a}{\frac {x-a}{x-a}}=1}.
Usando a definição alternativa, basta ver que se se definir {\displaystyle \phi _{a}} de R em R por {\displaystyle \phi _{a}(x)=1}, então {\displaystyle \phi _{a}} é contínua e, para cada {\displaystyle x} e cada {\displaystyle a} reais, tem-se
{\displaystyle x=a+1.(x-a)=a+\varphi _{a}(x).(x-a)};
além disso, {\displaystyle f'(a)=\phi _{a}(a)=1}.
A função {\displaystyle f} de R em R definida por {\displaystyle f(x)=x^{2}} é derivável em todos os pontos de R e a sua derivada no ponto {\displaystyle a} ∈ R é igual a {\displaystyle 2a}, pois:
{\displaystyle \lim _{x\rightarrow a}{\frac {x^{2}-a^{2}}{x-a}}=\lim _{x\rightarrow a}{\frac {(x-a)(x+a)}{x-a}}=\lim _{x\rightarrow a}x+a=2a}.
Usando a definição alternativa, basta ver que se se definir {\displaystyle \phi _{a}} de R em R por {\displaystyle \phi _{a}(x)=x+a}, então {\displaystyle \phi _{a}} é contínua e, para cada {\displaystyle x} e cada {\displaystyle a} reais, tem-se
{\displaystyle x^{2}=a^{2}+(x^{2}-a^{2})=a^{2}+\varphi _{a}(x).(x-a)};
além disso, {\displaystyle f'(a)=\phi _{a}(a)=2a}.
A função módulo de R em R não é derivável em {\displaystyle 0} pois
{\displaystyle (\forall x\in \mathbb {R} ):{\frac {|x|-|0|}{x-0}}={\begin{cases}1&{\text{ se }}x>0\\-1&{\text{ se }}x<0\end{cases}}}
No entanto, é derivável em todos os outros pontos de R: a derivada em {\displaystyle a} é igual a {\displaystyle 1} quando {\displaystyle a>0} e é igual a {\displaystyle -1} quando {\displaystyle a<0}.

### Ponto de inflexão
Um ponto em que a segunda derivada de uma função muda de sinal é chamado de um ponto de inflexão. Em um ponto de inflexão, a segunda derivada pode ser zero, como no caso do ponto de inflexão x = 0 da função y = x³, ou ele pode deixar de existir, como é o caso do ponto de inflexão x = 0 da função y = {\displaystyle x^{\frac {1}{3}}\,\!}. Em um ponto de inflexão, uma função convexa passa a ser uma função côncava, ou vice-versa.

## Pontos críticos, estacionários ou singulares
Pontos onde a derivada da função é igual a {\displaystyle 0} chamam-se normalmente de pontos críticos. Existem cinco tipos de pontos onde isto pode acontecer em uma função. Como a derivada é igual ao declive da tangente em um dado ponto, estes pontos acontecem onde a reta tangente é paralela ao eixo dos {\displaystyle x}. Estes pontos podem acontecer:
1. onde a função atinge um valor máximo e depois começa a diminuir, chamados máximos locais da função
2. onde ela atinge um valor mínimo e começa a aumentar, chamados de mínimos locais da função
3. em pontos de inflexão (horizontais) da função, que ocorrem onde a concavidade da função muda. Um exemplo típico é a função {\displaystyle f(x)=x^{3}}: no ponto {\displaystyle x=0} a função tem um ponto de inflexão (horizontal).
4. em pontos onde a função oscila indefinidamente entre valores acima ou abaixo, um exemplo típico é a função {\displaystyle f(x)=x^{2}sin(1/x)}
5. em pontos onde a função é localmente constante, ou seja, existe um intervalo contendo o ponto para o qual a restrição da função ao intervalo é a função constante. Um exemplo típico é a função f(x) = |x + 1| + |x - 1| no ponto x=0.

Os pontos críticos são ferramentas úteis para examinar e desenhar gráficos de funções.

## Derivadas notáveis
A derivada de uma função pode, em princípio, ser calculado a partir da definição, considerando o quociente de diferença, e computar o seu limite. Na prática, uma vez que as derivadas de algumas funções simples são conhecidos, as derivadas de outras funções são mais facilmente calculado usando regras para a obtenção de derivadas de funções mais complicadas das mais simples.
A maioria dos cálculos de derivadas, eventualmente, exige a tomada da derivada de algumas funções comuns. A seguinte lista incompleta é de algumas das funções mais frequentemente utilizadas de uma única variável real e seus derivados. 
Alguns exemplos de derivadas notáveis são:
- A função exponencial natural y = ex = exp(x)  cuja derivada é igual a si mesma, isto é:

{\displaystyle {\frac {\mathrm {d} }{\mathrm {d} x}}e^{x}=e^{x}.}
- A função logaritmo natural y = ln(x):

{\displaystyle {\frac {\mathrm {d} }{\mathrm {d} x}}\ln(x)={\frac {1}{x}},\quad x>0.}
Estes dois fatos não são independentes. De fato, como o logaritmo natural é a inversa da função exponencial, resulta da igualdade {\displaystyle {\frac {\mathrm {d} }{\mathrm {d} x}}e^{x}=e^{x}} e da fórmula para a derivada da inversa que
{\displaystyle (\forall x>0):\log '(x)=(\exp ^{-1})'(x)={\frac {1}{\exp '{\bigl (}\exp ^{-1}(x){\bigr )}}}={\frac {1}{\exp(\log(x))}}={\frac {1}{x}}\cdot }
Reciprocamente, supondo-se que, para cada {\displaystyle x>0}, {\displaystyle \log '(x)=1/x}, então {\displaystyle \exp '(x)=(\log ^{-1})'(x)={\frac {1}{\log '{\bigl (}\log ^{-1}(x){\bigr )}}}={\frac {1}{1/\exp(x)}}=\exp(x).}
- Também são notáveis as derivadas das funções trigonométricas:

{\displaystyle {\frac {\mathrm {d} }{\mathrm {d} x}}\sin(x)=\cos(x).}
{\displaystyle {\frac {\mathrm {d} }{\mathrm {d} x}}\cos(x)=-\sin(x).}
{\displaystyle {\frac {\mathrm {d} }{\mathrm {d} x}}\tan(x)=\sec ^{2}(x)={\frac {1}{\cos ^{2}(x)}}=1+\tan ^{2}(x).}
{\displaystyle {\frac {\mathrm {d} }{\mathrm {d} x}}\csc(x)=-\cot(x)\csc(x)}
{\displaystyle {\frac {\mathrm {d} }{\mathrm {d} x}}\sec(x)=\sec(x)\tan(x)}
{\displaystyle {\frac {\mathrm {d} }{\mathrm {d} x}}\cot(x)=-\csc ^{2}(x)}
- E funções Funções trigonométricas inversas:

{\displaystyle {\frac {\mathrm {d} }{\mathrm {d} x}}\arcsin(x)={\frac {1}{\sqrt {1-x^{2}}}},-1<x<1.}
{\displaystyle {\frac {\mathrm {d} }{\mathrm {d} x}}\arccos(x)=-{\frac {1}{\sqrt {1-x^{2}}}},-1<x<1.}
{\displaystyle {\frac {\mathrm {d} }{\mathrm {d} x}}\arctan(x)={\frac {1}{1+x^{2}}}}
Neste último caso, as derivadas resultam das fórmulas para as derivadas das funções trigonométricas juntamente com a fórmula para a derivada da inversa e a fórmula fundamental da trigonometria.

### Regras para funções combinadas
Em muitos casos, a aplicação direta do quociente de diferença de Newton pode ser evitado usando regras de diferenciação, evitando complicados cálculos de limite.  Algumas das regras mais básicas são as seguintes:
- Regra da constante: se f(x) é constante, então:

{\displaystyle f'=0.\,}
- Regra da soma:

{\displaystyle (\alpha f+\beta g)'=\alpha f'+\beta g'\,}
para todas as funções f e g e todos os números reais {\displaystyle \alpha } e {\displaystyle \ beta}
- Regra do produto:

{\displaystyle (fg)'=f'g+fg'\,}
para todas as funções f e g. Por conseguinte, isso significa que a derivada de uma constante vezes uma função é a constante vezes a derivada da função
{\displaystyle {\frac {\mathrm {d} }{\mathrm {d} r}}\pi r^{2}=2\pi r.\,}
- Regra do quociente:

{\displaystyle \left({\frac {f}{g}}\right)'={\frac {f'g-fg'}{g^{2}}}}
para todas as funções f e g, em que g ≠ 0.
- Regra da cadeia:

Se {\displaystyle f(x)=h(g(x)),}
então:
{\displaystyle f'(x)=h'(g(x))\cdot g'(x).\,}

### Exemplo de uso
A derivada de {\displaystyle f(x)=x^{4}+\sin(x^{2})-\ln(x)e^{x}+7\,}
é {\displaystyle {\begin{aligned}f'(x)&=4x^{(4-1)}+{\frac {\mathrm {d} \left(x^{2}\right)}{\mathrm {d} x}}\cos(x^{2})-{\frac {d\left(\ln {x}\right)}{dx}}e^{x}-\ln {x}{\frac {\mathrm {d} \left(e^{x}\right)}{\mathrm {d} x}}+0\\&=4x^{3}+2x\cos(x^{2})-{\frac {1}{x}}e^{x}-\ln(x)e^{x}.\end{aligned}}}
As derivadas conhecidas de funções elementares {\displaystyle x^{2},x^{4},} sen(x) e {\displaystyle exp(x)=e^{x}}, assim como a constante 7, também foram usadas. 

## Funções de uma variável complexa
Se A for um conjunto de números complexos, se f for uma função de A em C e se a for um ponto não isolado de A (isto é, se tão perto quanto se queira de a houver outros elementos de A), então as duas definições da derivada de f no ponto a continuam a fazer sentido. De facto, as propriedades acima descritas para o caso real continuam válidas, excepto, mais uma vez, as que dizem respeito à monotonia de funções.

## Física
Uma das mais importantes aplicações da Análise à Física (senão a mais importante), é o conceito de derivada temporal — a taxa de mudança ao longo do tempo — que é necessária para a definição precisa de vários importantes conceitos. Em particular, as derivadas temporais da posição s de um objeto são importantes na física newtoniana:
- Velocidade (velocidade instantânea; o conceito de velocidade média é anterior à Análise) v é a derivada (com respeito ao tempo) da posição do objeto.
- Aceleração a é a derivada (com respeito ao tempo) da velocidade de um objeto.

Posto de outro modo:
{\displaystyle {\begin{aligned}v(t)&={\frac {\mathrm {d} s}{\mathrm {d} t}}\\a(t)&={\frac {\mathrm {d} v}{\mathrm {d} t}}={\frac {\mathrm {d} ^{2}s}{\mathrm {d} t^{2}}}\end{aligned}}}
Por exemplo, se a posição de um objeto é  s(t) = −16t² + 16t + 32, então a velocidade do objeto é s′(t) = −32t + 16 e a aceleração do objeto é s′′(t) = −32.
Uma forma de enunciar a segunda lei de Newton é F = dp/dt , sendo p o momento linear do objeto.

## Derivadas em maiores dimensões
Em dimensão 1, as derivadas são pensadas como números pois, nesta dimensão, um número e uma transformação linear são a mesma coisa. Entretanto, para dimensões maiores, as derivadas necessitam ser tratadas como transformações lineares.

### Derivadas de funções vetoriais
Uma função vetorial y(t) de uma variável real de uma variável real envia números reais de vetores em {\displaystyle R^{n}} algum espaço vetorial. A função vetorial pode ser dividido em suas funções coordenadas y1(t), y2(t),...,yn(t), significando que y(t) = ({\displaystyle y_{1}} (t), ..., {\displaystyle y_{n}} (t)). Isto inclui, por exemplo, curvas paramétricas em R² ou R³.
As funções de coordenadas são funções de valores reais, de modo que a definição acima de derivada aplica-se a eles. A derivada de y (t) é definida como sendo o vetor, chamado o vetor tangente, cujas coordenadas são as derivadas das funções de coordenadas. Isto é,  
{\displaystyle \mathbf {y} '(t)=(y'_{1}(t),\ldots ,y'_{n}(t)).}
equivalentemente, 
{\displaystyle \mathbf {y} '(t)=\lim _{h\to 0}{\frac {\mathbf {y} (t+h)-\mathbf {y} (t)}{h}},}   se o limite existe.
A subtração no numerador é a subtração de vetores, não escalares. Se a derivada de y existe para cada valor de t, então y' é outra função vetorial. 
Se {\displaystyle e_{1}}, ..., {\displaystyle e_{n}} é a base padrão para {\displaystyle R^{n}}, então y (t) também pode ser escrito como {\displaystyle y_{1}}(t){\displaystyle e_{1}} + ... + {\displaystyle y_{n}}(t){\displaystyle e_{n}}. Se assumirmos que a derivada de uma função vetorial mantém a propriedade da linearidade, então a derivada de y (t) deve ser
{\displaystyle y'_{1}(t)\mathbf {e} _{1}+\cdots +y'_{n}(t)\mathbf {e} _{n}}
porque cada um dos vetores de base é uma constante. 

Esta generalização é útil, por exemplo, se y (t) é o vetor de posição de uma partícula no tempo t; em seguida, o derivado y '(t) é o vetor de velocidade da partícula no tempo t. 

### Derivadas parciais
Quando uma função depende de mais do que uma variável, podemos usar o conceito de derivada parcial. Podemos entender as derivadas parciais como a derivada de uma função para uma determinada variável, enquanto as outras se mantêm fixadas. No gráfico, é usada para determinar a variação da função em um determinado eixo.
Derivadas parciais são representadas como, por exemplo, ∂z/∂x, sendo x a variável fixada sobre uma função em z.
Suponha que f é uma função que depende mais de uma variável, por exemplo, 
{\displaystyle f(x,y)=x^{2}+xy+y^{2}.\,}
f pode ser reinterpretado como uma família de funções de uma variável indexada pelas outras variáveis: 
{\displaystyle f(x,y)=f_{x}(y)=x^{2}+xy+y^{2}.\,}
Em outras palavras, cada valor de x escolhe uma função,  denotando {\displaystyle f_{x}}, que é uma função de um número real.  Ou seja, 
{\displaystyle x\mapsto f_{x},\,}
{\displaystyle f_{x}(y)=x^{2}+xy+y^{2}.\,}
Uma vez que um valor de x é escolhido,  digamos a, então f(x,y) determina a função {\displaystyle f_{a}} que envia y a a2+ay+y2: 
{\displaystyle f_{a}(y)=a^{2}+ay+y^{2}.\,}
Nesta expressão, a é uma constante, e não uma variável, de modo que {\displaystyle f_{a}} é uma função de uma única variável real. Consequentemente, a definição da derivada para uma função de uma variável aplica-se: 
{\displaystyle f_{a}'(y)=a+2y.\,}
O procedimento acima pode ser realizada por qualquer escolha de a. Montando as derivadas juntas em uma função, dá uma função que descreve a variação de f na direção y: 
{\displaystyle {\frac {\partial f}{\partial y}}(x,y)=x+2y.}
Esta é a derivada parcial de f em relação a y. Aqui, ∂ é o símbolo derivada parcial. 
Em geral, a derivada parcial de uma função f ({\displaystyle x_{1}}, ..., {\displaystyle x_{n}}) na direção de {\displaystyle x_{i}}, no ponto ({\displaystyle a_{1}} ..., {\displaystyle a_{n}}) é definido como sendo:  
{\displaystyle {\frac {\partial f}{\partial x_{i}}}(a_{1},\ldots ,a_{n})=\lim _{h\to 0}{\frac {f(a_{1},\ldots ,a_{i}+h,\ldots ,a_{n})-f(a_{1},\ldots ,a_{i},\ldots ,a_{n})}{h}}.} 
Na diferença de quociente acima, todas as variáveis, exceto {\displaystyle x_{i}}, são mantidos fixos. Essa escolha de valores fixos determina uma função de uma variável. 
{{\displaystyle f_{a_{1},\ldots ,a_{i-1},a_{i+1},\ldots ,a_{n}}(x_{i})=f(a_{1},\ldots ,a_{i-1},x_{i},a_{i+1},\ldots ,a_{n}),}
e por definição, 
{\displaystyle {\frac {\mathrm {d} f_{a_{1},\ldots ,a_{i-1},a_{i+1},\ldots ,a_{n}}}{dx_{i}}}(a_{i})={\frac {\partial f}{\partial x_{i}}}(a_{1},\ldots ,a_{n}).}
Em outras palavras, as diferentes opções de classificar uma família de funções de uma variável tal como no exemplo acima. Esta expressão também mostra que o cálculo das derivadas parciais reduz para o cálculo dos derivados de uma variável. 
Um exemplo importante de uma função de várias variáveis é o caso de uma função de valor escalar f ({\displaystyle x_{1}}, ..., {\displaystyle x_{n}}) em um domínio no espaço Euclidiano {\displaystyle R^{n}} (por exemplo, em R² ou R²). Neste caso, f tem uma derivada parcial ∂f / ∂xj em relação a cada variável {\displaystyle x_{j}}. No ponto a, estas derivadas parciais definem o vetor 
{\displaystyle \nabla f(a)=\left({\frac {\partial f}{\partial x_{1}}}(a),\ldots ,{\frac {\partial f}{\partial x_{n}}}(a)\right).}
Este vetor é denominado gradiente de f em a. Se f é diferenciável em todos os pontos em algum domínio, então o gradiente é uma função vetorial ∇f  que leva o ponto a para o vetor ∇f(a). 
Consequentemente, o gradiente determina um campo vetorial.

### Derivadas direcionais
Se f é uma função com valores reais em {\displaystyle R^{n}}, então a derivada parcial de f mede a sua variação na direção dos eixos das coordenadas. Por exemplo, se f é uma função de x e y, então sua derivada parcial mede a variação em f na direção x e na direção y. Contudo, elas (derivadas parciais) não medem diretamente a variação de f em qualquer outra direção, tal como aquela ao longo da linha diagonal y=x. Estas são medidas usando-se as derivadas direcionais. Escolha um vetor: 
{\displaystyle \mathbf {v} =(v_{1},\ldots ,v_{n}).}
A derivada direcional de f na direção de v no ponto x é o limite  
{\displaystyle D_{\mathbf {v} }{f}(\mathbf {x} )=\lim _{h\rightarrow 0}{\frac {f(\mathbf {x} +h\mathbf {v} )-f(\mathbf {x} )}{h}}.}
Em alguns casos pode ser mais fácil computar ou estimar a derivada direcional depois de mudar o comprimento do vetor. Frequentemente isso é feito para transformar o problema numa computação de uma derivada direcional na direção de um vetor unitário. Para ver como isso funciona, suponha v = λu. Substitua h = k/λ no quociente da diferença. 
O quociente da diferença torna-se: 
{\displaystyle {\frac {f(\mathbf {x} +(k/\lambda )(\lambda \mathbf {u} ))-f(\mathbf {x} )}{k/\lambda }}=\lambda \cdot {\frac {f(\mathbf {x} +k\mathbf {u} )-f(\mathbf {x} )}{k}}.}
Isso é λ vezes o quociente da diferença para a derivada direcional de f  no que diz respeito a u. Além disso, tomar o limite como h tendendo a zero é o mesmo que tomar o limite como k tendendo a zero, pois h e k são múltiplos um do outro. 
Portanto, Dv(f) = λDu(f). Devido a essa propriedade de redirecionamento, derivadas direcionais são frequentemente consideradas apenas para vetores unitários.    
Se todas as derivadas parciais de f existem e são contínuas em x, então elas determinam a derivada direcional de f na direção de v  pela fórmula: 
{\displaystyle D_{\mathbf {v} }{f}({\boldsymbol {x}})=\sum _{j=1}^{n}v_{j}{\frac {\partial f}{\partial x_{j}}}.} 
Essa é a consequência da definição de derivada total. Diz-se que a derivada direcional é linear em v, significando que D{\displaystyle _{V}} + {\displaystyle _{W}}(f) = D{\displaystyle _{V}}(f) + D{\displaystyle _{W}}(f).  
A mesma definição também é aplicável quando f é a função com valores em {\displaystyle R^{m}}. . A definição acima é aplicada a cada componente dos vetores. Nesse caso, a derivada direcional é um vetor em {\displaystyle R^{m}}.

## Derivadas de aplicações
Sejam {\displaystyle U} um aberto de {\displaystyle {\mathbb {R} }^{m}}, {\displaystyle z_{0}\in U} e {\displaystyle f:U\rightarrow {\mathbb {R} }^{n}} uma função. Dizemos que {\displaystyle f} é diferenciável quando existem uma transformação linear {\displaystyle T:{\mathbb {R} }^{m}\rightarrow {\mathbb {R} }^{n}} e uma função {\displaystyle r:\{z-z_{0}:z\in U\}\rightarrow {\mathbb {R} }^{n}} dada por {\displaystyle r(h)=f(z_{0}+h)-f(z_{0})-T.h} tais que
{\displaystyle \lim _{h\rightarrow 0}{\frac {r(h)}{|h|}}=0}.
Neste caso, a aplicação {\displaystyle T} é chamada de derivada da função {\displaystyle f} no ponto {\displaystyle z_{0}} e denotada por {\displaystyle Df(z_{0})}. Em outras palavras
{\displaystyle Df(z_{0})=\lim _{t\rightarrow 0}{\frac {f(x+tz_{0})-f(x)}{t}}.}

### Exemplos
1. Se {\displaystyle f:U\subset \mathbb {R} \rightarrow \mathbb {R} }, {\displaystyle z_{0}\in U} e {\displaystyle h\in \mathbb {R} }, então {\displaystyle Df(z_{0})h=h.f'(z_{0}).}
2. Se {\displaystyle f:U\subset \mathbb {R} \rightarrow {\mathbb {R} }^{n}}, {\displaystyle z_{0}\in U} e {\displaystyle h\in \mathbb {R} ,} então {\displaystyle Df(z_{0})h=h.(f_{1}'(z_{0}),f_{2}'(z_{0}),...,f_{n}'(z_{0})).}
3. Se {\displaystyle f:U\subset \mathbb {R} ^{m}\rightarrow {\mathbb {R} }}, {\displaystyle z_{0}\in U} e {\displaystyle h=(h_{1},\cdots ,h_{m})\in \mathbb {R} ^{m},} então {\displaystyle Df(z_{0})h=h_{1}.{\partial f \over \partial x_{1}}(z_{0})+\cdots +h_{m}.{\partial f \over \partial x_{m}}(z_{0})}
4. Se {\displaystyle f:U\subset \mathbb {R} ^{m}\rightarrow {\mathbb {R} }^{n}}, {\displaystyle z_{0}\in U} e {\displaystyle h\in \mathbb {R} ^{n},} então {\displaystyle Df(z_{0})h=(h.\nabla f_{1}(z_{0}),\cdots ,h.\nabla f_{n}(z_{0}))}

Nesta definição, podemos considerar a derivada parcial de uma aplicação como sendo
{\displaystyle {\frac {\partial f}{\partial x_{j}}}(x)=Df(x)e_{j}.}
Podemos repensar nessa igualdade. Se observarmos que {\displaystyle e_{j}x} corresponde à {\displaystyle j}-ésima coordenada de {\displaystyle x} e que a {\displaystyle j}-ésima coordenada de {\displaystyle \nabla f(z_{0})} é {\displaystyle {\frac {\partial f}{\partial x_{j}}}(z_{0})} segue que {\displaystyle {\frac {\partial f}{\partial x_{j}}}(z_{0})=\left({\frac {\partial f_{1}}{\partial x_{j}}}(z_{0}),\cdots ,{\frac {\partial f_{n}}{\partial x_{j}}}(z_{0})\right)}